# Piré-Chancé
Piré-Chancé es una comuna nueva francesa situada en el departamento de Ille y Vilaine, de la región de Bretaña.

## Historia
Fue creada el 1 de enero de 2019, en aplicación de una resolución del prefecto de Ille y Vilaine de 11 de septiembre de 2018 con la unión de las comunas de Chancé y Piré-sur-Seiche, pasando a estar el ayuntamiento en la antigua comuna de Piré-sur-Seiche.

## Demografía
Según los datos aportados en la resolución del prefecto de Ille y Vilaine, la comuna se crea con 2891 habitantes.

## Composición
| Comuna fusionada | Código INSEE | Población (2016) | Superficie (km²) | Densidad (hab./km²) |
| ---------------- | ------------ | ---------------- | ---------------- | ------------------- |
| Chancé           | 35053        | 307              | 5.22             | 59                  |
| Piré-sur-Seiche  | 35220        | 2553             | 36.34            | 70                  |